# Paiva
Pour les articles homonymes, voir Paiva (homonymie).
Paiva est une municipalité brésilienne de l'État du Minas Gerais et la microrégion de Juiz de Fora.